# Porac
Porac is een gemeente in de Filipijnse provincie Pampanga op het eiland Luzon. Bij de laatste census in 2007 had de gemeente bijna 103 duizend inwoners.

## Geografie

### Bestuurlijke indeling
Porac is onderverdeeld in de volgende 29 barangays:
| - Babo Pangulo - Babo Sacan - Balubad - Calzadang Bayu - Camias - Cangatba - Diaz - Dolores - Inararo - Jalung - Manauli - Mancatian - Manibaug Libutad - Manibaug Paralaya - Manibaug Pasig | - Mitla Proper - Palat - Pias - Pio - Planas - Poblacion - Pulong Santol - Salu - San Jose Mitla - Santa Cruz - Sapang Uwak - Sepung Bulaun - Sinura - Villa Maria |

## Demografie
Porac had bij de census van 2007 een inwoneraantal van 102.962 mensen. Dit zijn 22.205 mensen (27,5%) meer dan bij de vorige census van 2000. De gemiddelde jaarlijkse groei komt daarmee uit op 3,41%, hetgeen hoger is dan het landelijk jaarlijks gemiddelde over deze periode (2,04%). Vergeleken met de census van 1995 is het aantal mensen met 27.554 (36,5%) toegenomen.

De bevolkingsdichtheid van Porac was ten tijde van de laatste census, met 102.962 inwoners op 314 km², 240,2 mensen per km².

## Geboren in Porac
- Francisco Ortigas (11 september 1875), advocaat (overleden 1935);
- Lito Lapid (25 oktober 1955), acteur en senator.